# Parasalpinia laosensis
Parasalpinia laosensis är en skalbaggsart som först beskrevs av J. Linsley Gressitt och Yves Rondon 1970.  Parasalpinia laosensis ingår i släktet Parasalpinia och familjen långhorningar.
Artens utbredningsområde är Laos. Inga underarter finns listade i Catalogue of Life.